# 東部大區 (1997–2015)
東部大區（阿拉伯语：‎、柏柏爾語：Agmuḍan）是摩洛哥東北部曾经的一個大區，北臨大西洋岸，東鄰阿爾及利亞，北鄰梅利利亞。面積82,900平方公里。2004年人口1,918,094人。首府烏季達。
下轄五省。
2015年区划调整成立新的东部大区。